# Нугеду Санта Виторија
Нугеду Санта Виторија (итал. Nughedu Santa Vittoria) је насеље у Италији у округу Ористано, региону Сардинија.
Према процени из 2011. у насељу је живело 508 становника. Насеље се налази на надморској висини од 516 м.

## Становништво
Према резултатима пописа становништва 2011. у општини је живело 508 становника.
| 1931. | 1936. | 1951. | 1961. | 1971. | 1981. | 1991. | 2001. | 2011. |
| ----- | ----- | ----- | ----- | ----- | ----- | ----- | ----- | ----- |
| 788   | 766   | 896   | 902   | 755   | 694   | 590   | 578   | 508   |